# Peintre décorateur
Pour les articles homonymes, voir Peintre.
Le peintre décorateur habille les revêtements et le mobilier.  Il possède un savoir faire qui lui permet de réaliser l'habillage mais il réalise aussi des missions de conseil. Ces conseils permettent d’améliorer les espaces de vie et de les embellir.
Il peut travailler pour des particuliers, des entreprises ou encore des collectivités et ce dans n’importe quel type d’architecture. Il est souvent sollicité par les architectes ou décorateurs d’intérieurs directement pour son conseil et savoir-faire. Opérant aussi bien en intérieur qu’en extérieur, on le sollicite aussi pour tous types de travaux de rénovation où il sera amené à poser des revêtements muraux (papiers peints, tissus...). 
Enfin, le peintre décorateur est appelé à manipuler des produits chimiques, il doit donc respecter les règles de sécurité et de prévention de l'environnement.

## Formation
Deux CAP sont recommandés : le CAP Peintre-applicateur de revêtements ou bien un CAP signalétique enseigne et décor. Le diplôme s'obtient dans un Centre de formation d'apprentis. 
Par la suite deux spécialités sont possibles: la rénovation de patrimoine ou bien la décoration d’intérieur en passant un Brevet Métiers d'Arts en graphisme et décor, option décorateurs de surfaces et volumes. Cette formation dure deux années tout comme le  Diplôme des Métiers d’Arts décor architectural, option domaine du décor du mur ou option fresque et mosaïque, qui est aussi une possibilité de poursuite d'études pour le peintre décorateur.

## Carrière
Les peintres décorateurs exercent selon des statuts très différents. En effet, ils peuvent être artisans ou artistes, indépendants ou salariés. 
Certains d'entre eux peuvent également travailler la décoration d'intérieur comme ouvriers spécialisés ou qualifiés. L'ANPE considère le secteur de la décoration d'intérieur comme un secteur fragile. Les entreprises spécialisées dans la peinture décorative ne comptent souvent qu’une seule personne et les emplois salariés sont rares.  
Ceux qui sont employés par l'industrie du spectacle ont généralement le statut d'intermittent. Dans la grande majorité des cas, le peintre décorateur est indépendant.
Les régions qui recrutent le plus sont celles où le pouvoir d'achat et la demande immobilière sont les plus élevés, c'est-à-dire Paris et la région parisienne, et le Sud, en particulier la Côte d'Azur.

## Outils
Un peintre décorateur utilise les outils habituels du peintre mais c'est surtout dans sa maîtrise des couleurs, la compatibilité des produits ainsi que leur qualité ou leur rapport avec les fonds préparés que ce dernier va se démarquer. 

## Techniques
Deux grandes techniques se distinguent en peinture et même si le peintre décorateur aura affaire à différents supports : la peinture à l’huile et la peinture à l’eau. On distingue plusieurs techniques picturales utilisées par le peintre décorateur. 
Pour les peintures à base d’eau : l’aquarelle, la gouache, la détrempe, la fresque ou encore le repentir. Pour la peinture à l’huile on distingue particulièrement le clair-obscur. Toutefois, en alliant la peinture à l’huile avec la tempera qui est une technique de peinture basée sur une source à émulsion, on obtient la technique du glacis.  

### L’aquarelle et la gouache
Elles se servent toutes deux de la gomme arabique qui agit comme liant tiré de la sève de l'acacia et du cerisier. On utilise l’aquarelle selon la technique du lavis ce qui permet des jeux de transparence. Cette technique demande un travail direct, sans repentir. Elle utilise un liant plus important que l’aquarelle, car son but est d’offrir un rendu plus mat et satiné.

### Le repentir
Le repentir désigne la modification d’un tableau. Ce terme est utilisé lorsque le peintre décide de changer un élément dans son tableau ou de repeindre par-dessus.

### La détrempe
La détrempe ou tempera sont deux procédés identiques. Sa particularité consiste à détremper une couleur en mélangeant les pigments à un liquide. La détrempe est une peinture à l’eau utilisant généralement un liant à base de colle ou d’œuf. Elle permet de peindre sur n’importe quel support, en revanche elle ne joue pas sur les effets de transparence.

### La fresque
Utilisé depuis l’antiquité et intimement liée à la peinture de la renaissance italienne, la technique de la fresque « a fresco » est un art ancestral. C’est l’art de réaliser des peintures murales de plusieurs dizaines de mètres d’envergure. 
Peindre affresco signifie peindre avec un mélange de pigment et d’eau dans l’enduit frais fait de sable et de chaux. De ce mélange, deux réactions chimiques se produisent alors : la carbonatation et la cristallisation, qui protègent l’enduit et la couche picturale devenant extrêmement résistants aux intempéries et aux agressions du temps.